# .ec
.ec és el domini territorial de primer nivell (ccTLD) de l'Equador. L'administrador actual del domini és el NIC.EC i els seus dominis es poden registrar online des del seu web. Les oficines es troben al centre de la ciutat equatoriana de Guayaquil.

## Registres de segon nivell
El registre de dominis es pot fer directament sota un domini de segon nivell o tercer amb aquest noms següent:
- .ec: obert per a tots.
- .com.ec: per a ús comercial en general.
- .info.ec: per a informació en general.
- .net.ec: per a companyies proveïdores de serveis d'Internet.
- .fin.ec: per a entitat financeres i serveis.
- .med.ec: per a ens mèdics.
- .pro.ec: per a activitats professionals com advocats, arquitectes, etc.
- .org.ec: per a organitzacions sense ànim de lucre.
- .edu.ec: per a ens d'educació.
- .gob.ec: per al govern de l'Equador (des del juliol de 2010)[3]
- .gov.ec: per al govern de l'Equador (va ser reemplaçat per gob.ec)
- .mil.ec: per a l'exèrcit equatorià.